# Fiorenzo Serra
Fiorenzo Serra (Porto Torres, 3 maggio 1921 – Sassari, 28 settembre 2005) è stato un regista italiano.

## Biografia
Studia Scienze naturali a Firenze, dove tra l'altro collabora ai CineGUF. Torna in Sardegna nel 1945 e, abbandonata l'attività di assistente all'Università di Pisa, fonda una casa di produzione con il fratello Elio, intraprendendo l'attività di cineasta a tempo pieno. Si dedica al cinema, spesso in chiave realistica e documentaristica, raccontando la storia, la cultura e le problematiche sociali della sua Isola. Nelle sue pellicole racconta la vita quotidiana dei piccoli paesi sardi, spesso concentrandosi sull'universo della pastorizia e dell'agricoltura, e sull'analisi della trasformazione delle tradizioni sotto l'effetto della modernizzazione. Nel 1964 completò il suo lungometraggio L'ultimo pugno di terra, scritto in collaborazione con Giuseppe Dessì e Giuseppe Pisanu (allora esponente democristiano), con la supervisione di Cesare Zavattini, poi riadattato e presentato nel 1966 al Festival dei popoli, dove ottenne il premio Agis. Nel 1968 assume l'incarico di preside del neonato Istituto d'Arte di Nuoro e nel 1973 ad Alghero, dove istituì il corso di grafica.

## Filmografia

### Regista e sceneggiatore
- La barca sul fiume, anni '40
- L'arte di un popolo (1953) - cortometraggio
- Feste della Barbagia (1955) - cortometraggio
- I Mamhutones (1957) - cortometraggio
- Il regno del silenzio (1962) - cortometraggio
- Gli spigolatori della laguna (1962) - cortometraggio
- Il pane dei pastori (1962) - cortometraggio
- La civiltà barbaricina, 1964, (durata 45')
- L'autunno di Desulo, 1966, (durata 11').
- L'ultimo pugno di terra (1966)
- Un feudo d'acqua (1972) - cortometraggio

## Intitolazioni
Dal 2015 si svolge a Sassari il Fiorenzo Serra Film Festival, premio internazionale per documentari di carattere etnografico. Nel 2024 è giunto alla 7ma edizione, organizzato dal Laboratorio di Antropologia Visuale Fiorenzo Serra della Società Umanitaria - Cineteca Sarda in collaborazione con il Dipartimento di Storia, Scienze dell'Uomo e della Formazione dell'Università di Sassari.